# My Nintendo
My Nintendo (マイニンテンドー Mai Nintendō?) es un servicio de fidelización de consumidores de Nintendo, siendo el sustituto del Club Nintendo. El servicio permite a los usuarios conseguir puntos por usar software o efectuar compras, los cuales pueden ser canjeados por otro software o descuentos para futuras compras. El servicio empezó a funcionar el 17 de marzo de 2016 en Japón, y el 31 de marzo de 2016 internacionalmente, coincidiendo con la salida en ambas fechas de la primera app de Nintendo, Miitomo.

## Características
Los usuarios deben iniciar la sesión con una Cuenta Nintendo, la cual se puede crear desde cero, o usando una cuenta de Nintendo Network, Twitter, Facebook o Google+. Los usuarios consiguen tres tipos de moneda al completar diversas misiones. Existen puntos de oro, de platino, y de platino de Miitomo, y pueden ser canjeados por software para Wii U o Nintendo 3DS, así como descuentos para software para las mismas plataformas. También se pueden canjear por productos para Miitomo, tales como vales de juego o ropa.
Los puntos de oro se consiguen por compras en Nintendo eShop, mientras que los puntos de platino se consiguen al enlazar cuentas de redes sociales, o iniciando la sesión semanalmente en otros servicios de Nintendo (la mencionada eShop o Miiverse). Los puntos de platino de Miitomo se consiguen al completar misiones dentro de la aplicación. Los puntos de platino y los de platino de Miitomo se pueden usar conjuntamente a la hora de recibir recompensas.

## Desarrollo
En marzo de 2015 se anunció el final del servicio Club Nintendo, al mismo tiempo que se anunció un nuevo servicio de fidelización.
En noviembre de 2015 se anunció My Nintendo, al mismo tiempo que detalles sobre el programa.

## Juegos compatibles
Los cinco juegos publicados por Nintendo para dispositivos inteligentes son compatibles con My Nintendo, a través de misiones y recompensas:
- Miitomo
- Super Mario Run
- Fire Emblem Heroes
- Animal Crossing: Pocket Camp
- Pokémon Rumble Rush

## Disponibilidad
El 17 de febrero de 2016 empezó en nuevo servicio de cuentas Nintendo, y la preinscripción para la aplicación Miitomo disponible para 16 países (listados en negrita).
A 31 de marzo de 2016, el servicio estaba disponible en 39 países. Todos los países cuentan con eShop local (al menos en Nintendo 3DS), con la capacidad para comprar contenido digital con su moneda local:
| - Alemania - Australia - Austria - Bélgica - Brasil - Bulgaria - Canadá - Croacia - Chipre - Dinamarca - Eslovaquia - Eslovenia - España | - Estados Unidos - Estonia - Finlandia - Francia - Grecia - Hungría - Irlanda - Italia - Japón - Letonia - Lituania - Luxemburgo - Malta | - México - Noruega - Nueva Zelanda - Países Bajos - Polonia - Portugal - Reino Unido - República Checa - Rumanía - Rusia - Sudáfrica - Suecia - Suiza |

Esta lista fue expandida a 151 países con la salida de Super Mario Run.
Al igual que el Club Nintendo y la Nintendo eShop, My Nintendo no tiene restricciones de IP, así que cualquier usuario del mundo puede usar el servicio, desde un país diferente de los de la lista, sin consecuencias conocidas. Igualmente, My Nintendo ha sido lanzado en más países que el Club Nintendo, y Nintendo ha anunciando que la lista se irá ampliando con el tiempo.